# 日本厚皮香
日本厚皮香（学名：Ternstroemia japonica）为山茶科厚皮香属下的一个种。

## 扩展阅读
- 維基物種上的相關：日本厚皮香